# Осока малоцветковая
Осо́ка малоцветко́вая (лат. Carex pauciflora) — многолетнее травянистое растение, вид рода Осока (Carex) семейства Осоковые (Cyperaceae).

## Ботаническое описание
Растение с ползучим корневищем.

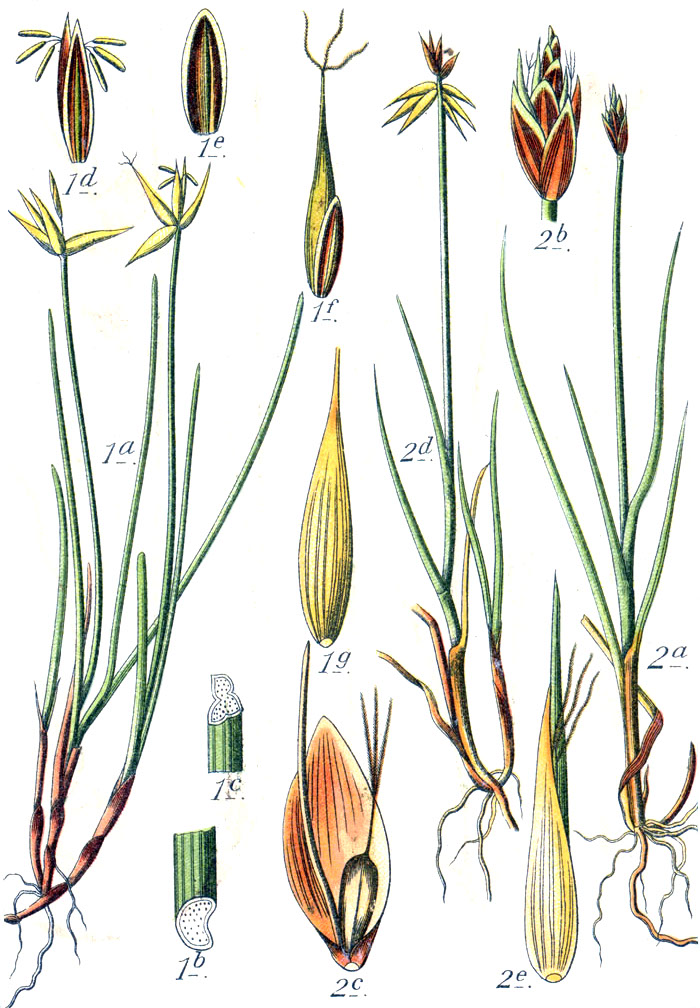
1 — Carex pauciflora

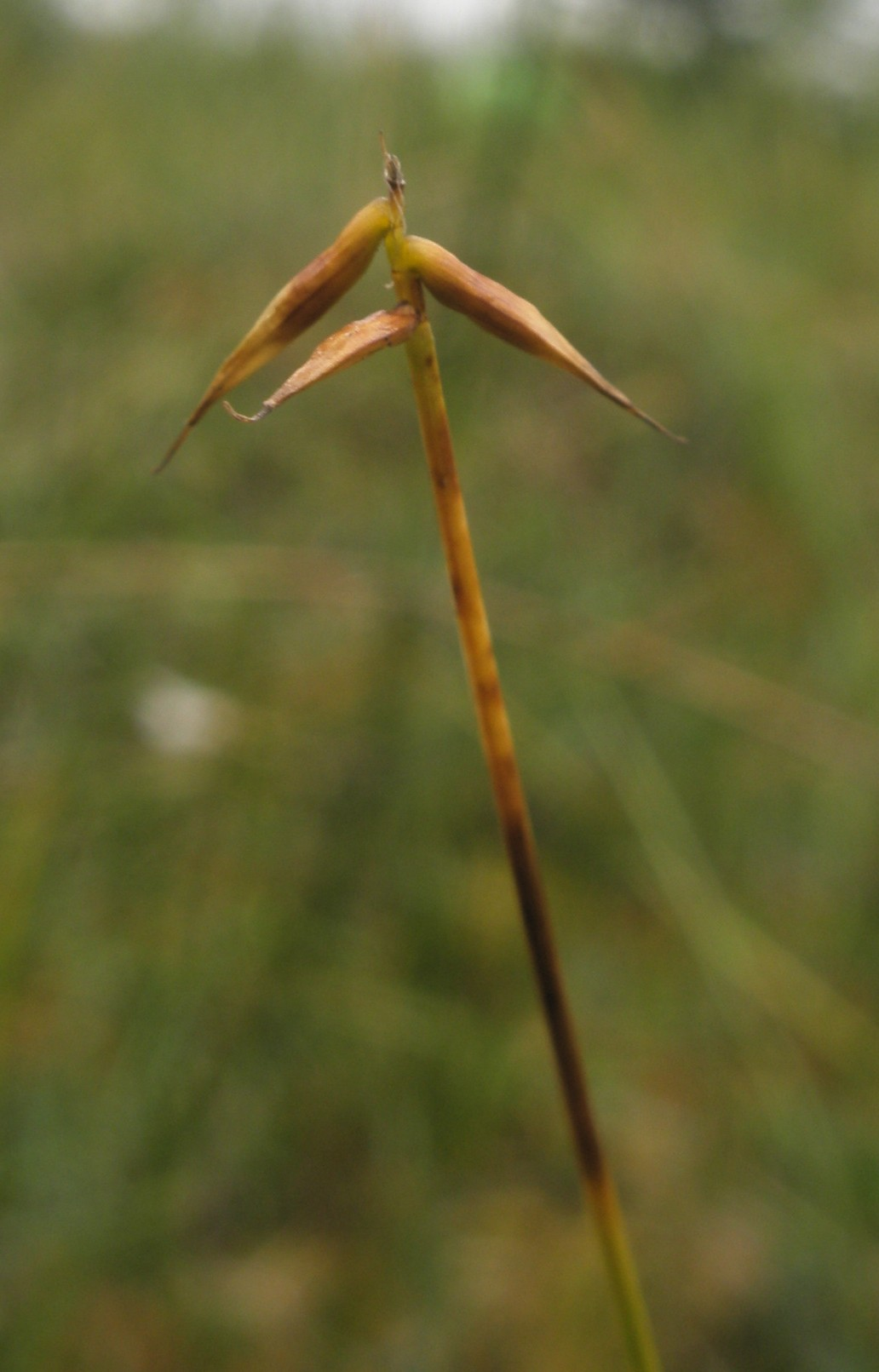
Соцветие

Стебли трёхгранные, кверху шероховатые, 5—40 см высотой.
Листья 1—1,5 мм шириной, большей частью свёрнутые, на конце тупые, по краю шероховатые.
Колоски андрогинные, 0,7—1 см длиной, из 1—3 тычиночных цветков и 2—5 пестичных, вначале обратно-конические, после рыхлые, с отогнутыми книзу мешочками. Чешуи ланцетные, островатые, бледно-ржавые, короче мешочков, при плодах опадающие. Мешочки почти округлые в поперечном сечении, узколанцетовидные, 6—7 мм длиной, тонкокожистые, плоско-выпуклые, с округлым основанием, зрелые отогнутые вниз, с неясными жилками, с длинным цельным коническим носиком, соломенные. Рылец 3.
Плодоносит в мае—июне. Плод без осевого придатка.
Число хромосом 2n=76.
Вид описан из Шотландии (остров Арран).

## Распространение
Северная Европа, в том числе арктическая Скандинавия; Атлантическая и Центральная Европа; Прибалтика; Арктическая часть России: Мурман (район Печенги, низовья Колы, южная часть Кольского залива, низовья рек Вороньей и Иоканги); Европейская часть России: северная половина, Северный Урал; Беларусь: верховья Днепра; Украина: Карпаты, средняя часть бассейна Днепра (очень редко); Западная Сибирь: южная часть; Юго-Восточный Казахстан; Восточная Сибирь: бассейн верхнего течения Енисея, Прибайкалье, бассейн Алдана; Дальний Восток: бассейн Амура (река Кур), Северный Сихотэ-Алинь, Камчатка, северный Сахалин, Курильские острова; Средняя Азия: Джунгарский Алатау (хребет Мын-Чукур); Восточная Азия: север полуострова Корея, острова Хоккайдо и Хонсю; Северная Америка: Аляска, Канада, штат Вашингтон и северо-восточные штаты США.
Растёт на сфагновых болотах; на равнине и в горах до субальпийского пояса.